# Гурневич, Николай Васильевич
Николай Васильевич Гурневич (укр. Микола Васильович Гурневич; род. 11 декабря 1949, Киев) — советский и украинский тренер по лёгкой атлетике (метание копья); Заслуженный тренер Украины, Заслуженный работник физической культуры и спорта Украины (2012 год, как тренеру серебряного призёра Олимпийских игр по лёгкой атлетике Александра Пятницы).

## Биография
Родился 11 декабря 1949 года в Киеве.
Работает тренером-преподавателем по метанию копья киевской специализированной школы олимпийского резерва № 6. С февраля 2012 года — старший тренер по метанию копья федерации легкой атлетики Украины.
Воспитал ряд известных украинских спортсменов, среди которых серебряный призёр Олимпийских игр в Лондоне 2012 года Александр Пятница и победительница среди молодежи на зимнем Кубке Европы2013 года в Испании Анна Хабина.
В 2013 году Н. В. Гурневичу была назначена стипендия Кабинета Министров Украины как выдающемуся тренеру. Занимается общественной деятельностью — является депутатом Горенского сельского совета Киево-Святошинского района Киевской области Украины.